# Revista Brasileira de História
A Revista Brasileira de História é um periódico científico editado pela Associação Nacional de História (ANPUH). Publicada desde seu lançamento em 1981, faz parte da Coleção do Scielo desde 1998 e está indexada em vários indexadores como Latindex e DOAJ.
Na avaliação do Qualis realizada pela CAPES, este periódico foi classificado no extrato A1 para a área de Antropologia, Educação e História.